# Агафон (Опанасенко)
Єпископ Агафон (справжнє ім'я Опанасенко В'ячеслав Олександрович; 13 листопада 1977, Харків, УРСР) — архієрей РПЦвУ, єпископ Коктебельський, вікарій Феодосійської єпархії. За даними OSINT-розслідування групи Molfar є громадянином Росії.

## Життєпис
Нродився 13 листопада 1977 року в Харкові.
У 1984—1994 рр. навчався у середній школі № 48 м. Харкова. З 1994 по 1995 рр. ніс послух пономаря в Благовіщенському соборі в Харкові та іподиякона митрополити Никодима (Руснака). Духовну освіту здобував у Одеській духовній семінарії (закінчив у 1999 р.) і Київській духовній академії (закінчив у 2003 р.).
З 2003 по 2004 рр. займався викладацькою діяльністю в Харківській духовній семінарії. 6 липня 2004 року вступив у братію Києво-Печерської лаври. 20 вересня 2004 року пострижений в рясофор з ім'ям В'ячеслав, на честь благовірного князя В'ячеслава Чеського. 11 жовтня 2004 року митрополитом Владивостоцьким і Приморським Веніаміном рукопокладений у сан диякона. 23 березня 2005 року пострижений в мантію з ім'ям Агафон, на честь преподобного Агафона Печерського. Чернечий постриг звершив архієпископ Вишгородський Павло. 11 вересня 2006 року цим же архієреєм в Успенському соборі Києво-Печерської лаври був рукопокладений в сан ієромонаха.
В день Успіння 2015 року возведений у сан архімандрита. До дня собору всіх преподобних Києво-Печерських 2018 року нагороджений правом носіння другого хреста із прикрасами. З 20 грудня 2018 року ніс послух ризничного Свято-Успенської Києво-Печерської лаври, а також був призначений членом Духовного собору обителі за посадою.

## Архієрейство
27 серпня 2021 року, після всенічного бдіння  напередодні свята Успіння Пресвятої Богородиці, в Успенському соборі Києво-Печерської лаври було звершене наречення архімандрита Агафона на єпископа Феодосійського.
28 серпня 2021 року в Успенському соборі Києво-Печерської лаври відбулася архієрейська хіротонія архімандрита Агафона, яку очолив митрополит Онуфрій.